# Олівер Пьотч
Олівер Петч (нім. Oliver Pötzsch; нар. 20 грудня 1970, Мюнхен) — німецький письменник і режисер.

## Біографія
Після закінчення середньої школи Олівер Петч протягом 1992—1997 років відвідував Німецьку школу журналістики в Мюнхені. Згодом він працював на Баварській радіостанції, спочатку в області радіо, пізніше в щотижневій телепередачі. Крім того Петч створював телевізійні репортажі про Кубу, Південну Африку, В'єтнам та інші країни для журналу «Вільний час» Баварської радіостанції. З 2013 року Олівер Петч працює в основному як письменник.
У свій вільний час він співає в церковному хорі Jamasunited і в різних інших музичних проєктах.
На додаток до професійної діяльності, Петч досліджував історію своєї родини. Він є нащадком Куіслів, династії катів у Шонгау, яка була відомою в XVI—XIX століттях. На кінець, влітку 2014 року за цими дослідженнями з'явилося п'ять історичних романи, останній з яких мав назву «Диявол Бамберг». У січні 2016 року має з'явитися 6-а книга із серії «Дочка ката» — «Дочка ката і смак смерті».
Книги Олівера Петча про шонгаузького ката Якоба Куісла і його дочку Магдалену та інші його романи читаються в більш ніж 20 країнах світу, включаючи Китай, Латвію та Бразилію. До тепер в світі продано більш ніж 2,5 млн його друкованих та електронних книг. Він є першим автором, який перетнув мільйонну позначку в «Amazon Publishing».
В 2011 році, на 125-річницю смерті баварського короля Людвіга II, книговидавництвом «Улштайн» була опублікована книга «Таємна змова Людвіга». Події цього кримінального роману розгортаються протягом двох періодів — часи правління Людвіга II і сьогодення — та зображується розкриття щоденника довіреної особи короля Людвіга.
Ще дитиною Олівер Петч був зачарований замком, який він пізніше зобразив в своєму історичному романі «Замок королів» (що з'явився у вересні 2013 року в списку книговидавництва), де в центрі подій постає легендарний замок Штауфер Тріфельс.
Олівер Петч у вересні 2014 року опублікував свою першу книгу для дітей «Лицар Куно Кетенштумпф». Спочатку ця книга була призначена лише для його дітей.
Восени 2015 року запланована також публікація другої книги — «Лицар Куно Кетенштумпф і таємниче повідомлення в пляшці», з новими пригодами, для читання вголос.
В 2015 році перед виходом у світ нової книги для дітей була опублікована перша книга Олівера Петча для молоді. З книгою «Чорні мушкетери — Книга Ночі» автор рухається по знайомому шляху: історична пригодницька розповідь про Лукаса, сина молодого графа, в часи Тридцятилітньої війни.

## Творчий доробок
Серія «Дочка ката»
- Дочка ката. Уллстейн, Берлін 2008, ISBN 978-3-548-26852-1. Французький переклад (2014) був нагороджений в 2015 році літературною премією «Prix Historia 2015 Du roman policier Historique».
- Дочка ката і чорний монах. Уллстейн, Берлін 2009, ISBN 978-3-548-26853-8.
- Дочка ката і король жебраків. Уллстейн, Берлін 2010, ISBN 978-3-548-28114-8.
- Відьмак і дочка ката. Уллстейн, Берлін 2012, ISBN 978-3-548-28115-5, аудіокнига, Гамбург 2013 ISBN 978-3-86909-136-5.
- Дочка ката і диявол Бамберг. Уллстейн, Берлін 2014, ISBN 978-3-548-28448-4, аудіокнига, Гамбург 2014 ISBN 978-3-89903-890-3.

Інші роботи
- Таємна змова Людвіга. Уллстейн, Berlin 2011, ISBN 978-3-548-28290-9.
- Замок королів. Видавництво «Список Пауля», Berlin 2013, ISBN 3-471-35083-7, аудіокнига, Гамбург 2014 ISBN 978-3-86909-157-0.
- Лицар Куно Кетенштрумпф. Видавництво «Тінеман», Штутгарт 2 014, ISBN 978-3-522-18393-2, аудіокнига, Гамбург +2014, ISBN 978-3-86742-263-5
- Лицар Куно Кетенштрумпф і таємниче повідомлення в пляшці. Видавництво «Тінеман-Есслінгер», Штутгарт 2015, ISBN 978-3-522-18404-5
- Чорні мушкетери — Книга Ночі. bloomoon видавець / arsEdition, Мюнхен 2015, ISBN 978-3-8458-0503-0 ..